# 長野市ボブスレー・リュージュパーク
長野市ボブスレー・リュージュパーク（ながのしボブスレー・リュージュパーク）は、長野県長野市中曽根にある世界最南端に位置するボブスレー・リュージュ・スケルトン兼用のそり競技施設である。1998年長野オリンピックのボブスレー・リュージュ会場として使用された。愛称はスパイラル。

## 概要
長野市の直営施設で、全長は1,700m。コースは人工凍結方式でアンモニア間接冷却方式が採用されている。長野オリンピックの基本理念である「自然との共存」を踏まえ、地形改変を極力抑えたためにコースの途中に5パーセント (%) と15%の上り坂がある。
用地費6億円と工事費95億円の合計101億円かけて建設された。長野オリンピック終了後の維持管理は高額を要するも、必要とする2億2千万円に対する収入は、ナショナルトレーニングセンター (NTC) 強化事業委託費交付額約1億円と利用料収入は700万円程度で収支は赤字である。NTC指定に伴いイベント開催やレジャー施設へ転用などの一般利用は制限され、経営難は慢性となった。競技人口が少なく利用料収入で費用を賄えない状況だが、廃止した場合は補助金の返還が求められる一方で、2000年に札幌市の手稲山ボブスレーコースが廃止されて以後は公式競技に合致した日本かつアジアで唯一のコースであることから、廃止も困難であった。
2016年10月に、運営を継続すると2018年度以降の10年間で最大約31億2000万円を要すると試算された。競技団体関係者からは存続を求める声が強かったが、2018年冬季オリンピックが行われる平昌に同様な施設が完成したことから、2017年4月10日に翌年以降の製氷を休止することが発表され、競技施設としては使用を停止した。2017年末時点で収入は500万円、運営費は1900万円程度となり、国内の競技施設を失った日本のソリ競技選手は、カナダやドイツでトレーニングしている。
冬季使用休止後は、日本ノルディックフィットネス協会の助言を受け、2019年5月11日から「長野市スパイラルノルディックウォーキングコース」として夏季のノルディックウォーキング施設に転用して開業した。滑走コースと管理用道路を用いた舗装路3kmの初心者用コースと、森林内の急勾配の未舗装路を加えた5kmの上級者用コースが整備された。
2019年7月に、札幌市の2030年冬季オリンピック招致計画で競技会場として再活用する案を長野市が了承し、2020年3月31日に覚書を締結した。

## 開催された主な競技大会
- 1998年長野オリンピックのリュージュ競技
- 1998年長野オリンピックのボブスレー競技
- FIBT世界選手権（2003年、スケルトンの部）
- リュージュ世界選手権（2004年）
- 全日本スケルトン選手権大会
- 全日本ボブスレー選手権大会
- 全日本リュージュ選手権大会